# Dimitris Diamandidis
Dimitris Diamandidis (gr. Δημήτρης Διαμαντίδης; ur. 6 maja 1980 w Kastorii) – grecki koszykarz grający na pozycji rozgrywającego. Obecnie jest zawodnikiem Panathinaikosu Ateny.
W wieku 14 lat zaczął grę w koszykówkę w swoim rodzinnym mieście, Kastorii. Grał w nim pięć lat, zanim został przetransferowany do Iraklisu Saloniki. Od 2004 roku występuje w Panathinaikosie Ateny.
Diamandidis pomógł Panathinaikosowi w zdobyciu trzech tytułów Euroligi, w 2007, 2009 i 2011 roku. Dwa razy został wybrany MVP Final Four Euroligi. Zdobył siedem tytułów mistrza kraju z rzędu (od 2005 do 2011) i siedem Pucharów Grecji. Trzykrotnie był wybierany do pierwszej piątki Euroligi. Sześć razy zdobył nagrodę dla najlepszego obrońcy Euroligi.
Razem z reprezentacją Grecji został Mistrzem Europy w 2005 roku oraz zdobył srebrny medal Mistrzostw Świata w 2006 roku, pokonując w półfinale USA, które miało w swoim składzie takie gwiazdy jak LeBron James, Dwyane Wade, Chris Bosh, Chris Paul, Dwight Howard i Carmelo Anthony.

## Osiągnięcia

### Euroliga
- trzykrotny mistrz Euroligi (2007, 2009, 2011)[2]
- MVP:
  - Euroligi (2011)[2]
  - Final Four Euroligi (2007, 2011)[2]
- 6-krotny Obrońca Roku Euroligi (2005–2009, 2011)[2]
- Zaliczony do:
  - I składu Euroligi (2007, 2011–2013)[2]
  - składu dekady Euroligi (2001–2010)
- Lider Euroligi:
  - w asystach (2011, 2014)[2]
  - wszech czasów w asystach oraz przechwytach

### Grecja
Drużynowe
- 9-krotny mistrz Grecji (2005–2011, 2013–2014)[2]
- Wicemistrz Grecji (2012)
- 9-krotny zdobywca Pucharu Grecji (2005–2009, 2012-2015)[2]
- dwukrotny finalista Pucharu Grecji (2010–2011)

Indywidualne
- MVP:
  - ligi (2004, 2006–2008, 2011, 2014)
  - Pucharu Grecji (2009, 2016)[2]
  - finałów ligi greckiej (2006–2009, 2011, 2014)
- Najbardziej popularny zawodnik ligi greckiej (2016)
- 12-krotny uczestnik meczu gwiazd (2002–2011, 2013–2014)[2]
- Zaliczony do:
  - I składu ligi greckiej (2004–2008, 2010–2014)
  - składu dekady Euroligi 2010–2020 (2020)[3]
- Lider ligi w:
  - asystach (2007, 2010)
  - przechwytach (2003, 2004)[2]
- Obrońca Roku (2011)
- Lider wszech czasów ligi w asystach oraz przechwytach

### Reprezentacja
Drużynowe
- Mistrz:
  - Europy (2005)[2]
  - Pucharu Stankovicia (2006)[2]
- Wicemistrz:
  - świata (2006)
  - igrzysk śródziemnomorskich (2001)
- Uczestnik:
  - mistrzostw:
    - Europy (2003, 2005, 2007)[2]
    - świata (2006, 2010)[2]
    - Europy U–20 (2000)[2]

  - igrzysk olimpijskich (2004, 2008)[2]

Indywidualne
- MVP turnieju Akropolu (2005, 2006)
- Zaliczony do składu I składu EuroBasketu (2005)[2]
- Lider:
  - Eurobasketu w asystach (2005)
  - mistrzostw świata w przechwytach (2006)

### Inne
- Laureat nagród:
  - Zawodnika Roku
    - Mr Europa (2007)[4]
    - All-Europe (2007)

  - Sportowca Roku Grecji (2007)